# Catedral de São João Batista (Nova Friburgo)
A Catedral de São João Batista, localizada no centro do município de Nova Friburgo, no Rio de Janeiro, é a catedral Católica Romana da Diocese de Nova Friburgo. Está sob a responsabilidade pastoral do bispo Luiz Antônio Lopes Ricci. É tombada pelo IPHAN.
É uma das principais atrações turísticas da cidade.
A Catedral de São João Batista foi criada em 3 de janeiro de 1820, por decreto de Dom João VI, ratificada no dia 11 de janeiro de 1820, pelo Bispo do Rio de Janeiro, Dom José Caetano da Silva Coutinho. Foi consagrada em 25 de agosto de 1985 por Dom Clemente José Carlos Isnard, OSB. A Igreja teve sua construção em 1861, sendo inaugurada em 1869.